# Hantz András
Hantz András (Kolozsvár, 1934. február 3. – 2021. január 14.) erdélyi magyar vegyész, vegyészeti szakíró, Hantz Lám Irén férje, Hantz Péter apja.

## Életpályája
Középiskolai tanulmányait a kolozsvári református kollégiumban végezte, vegyészi oklevelet a Bolyai Tudományegyetem kémia karán szerzett (1955). Ion Silberg professzor vezetésével szerves kémiából doktorált (1966). Szakmai működését a marosvásárhelyi Orvosi és Gyógyszerészeti Intézetben kezdte, 1957-től a kolozsvári Kémiai Intézetben kutató, 1967-től főkutató. 1970-ben a Szovjetunióban (Moszkva, Kazany), dolgozott, 1972–73-ban Németországban (Mainz) a Humboldt-alapítvány ösztöndíjasa.
Szerves foszforvegyületek tanulmányozásával és foszfortartalmú növényvédő szerek előállításával foglalkozik. E témakörben több szakdolgozatot közölt román nyelven a Revista de Chimie, Studii și Cercetări Chimice, Medicina Internă hasábjain, valamint külföldi folyóiratokban angol, német és orosz nyelven. Több román és külföldi bejegyzett szabadalma van. Ismeretterjesztő cikkeit közölte az Igazság, Megyei Tükör, A Hét.

## Díjai, elismerései
- A Magyar Érdemrend tisztikeresztje (2012)